# Riksserien 2014/2015
Riksserien 2014/2015 var den åttonde säsongen av Riksserien, damernas högsta serie i ishockey. Serien bestod av åtta lag som mötte varandra hemma och borta två gånger, vilket gav totalt 28 omgångar och som spelads mellan september 2014 och mars 2015. Seger efter ordinarie tid gav tre poäng, seger efter sudden death eller straffar gav två poäng, förlust efter sudden death eller straffar gav en poäng och förlust efter ordinarie tid gav noll poäng.

## Deltagande lag
| Lag                   | Arena             | Placering 2013/2014               |
| --------------------- | ----------------- | --------------------------------- |
| AIK                   | Ritorps Ishall    | 3 (kvarsfinal)                    |
| Brynäs IF             | Läkerol Arena     | 4 (kvartsfinal)                   |
| Leksands IF           | Tegera Arena      | 5 (semifinal)                     |
| Linköpings HC         | Stångebro Ishall  | 2 (svenska mästare)               |
| Modo Hockey           | Kempehallen       | 1 (final)                         |
| Munksund-Skuthamns SK | LF Arena          | 6 (semifinal)                     |
| SDE HF                | Enebybergs ishall | 2:a i AllEttan (1:a i kvalserien) |
| Sundsvall Wildcats    | Gärdehov          | 7:a (2:a i kvalserien)            |

## Tabell
| Nr | Lag                   | S  | V  | ÖV | ÖF | F  | GM  | IM  | MS   | P  |
| -- | --------------------- | -- | -- | -- | -- | -- | --- | --- | ---- | -- |
| 1  | Linköpings HC (RM)    | 28 | 26 | 2  | 0  | 0  | 142 | 28  | +114 | 82 |
| 2  | AIK                   | 28 | 17 | 3  | 3  | 5  | 89  | 37  | +52  | 60 |
| 3  | Leksands IF           | 28 | 18 | 0  | 1  | 9  | 105 | 51  | +54  | 55 |
| 4  | Modo                  | 28 | 15 | 1  | 5  | 7  | 96  | 56  | +40  | 52 |
| 5  | Brynäs IF             | 28 | 11 | 3  | 1  | 13 | 64  | 67  | −3   | 40 |
| 6  | Munksund-Skuthamns SK | 28 | 10 | 2  | 1  | 15 | 73  | 92  | −19  | 35 |
| 7  | SDE                   | 28 | 3  | 0  | 0  | 25 | 42  | 147 | −105 | 9  |
| 8  | Sundsvall Wildcats    | 28 | 1  | 0  | 0  | 27 | 21  | 154 | −133 | 3  |

## Slutspel

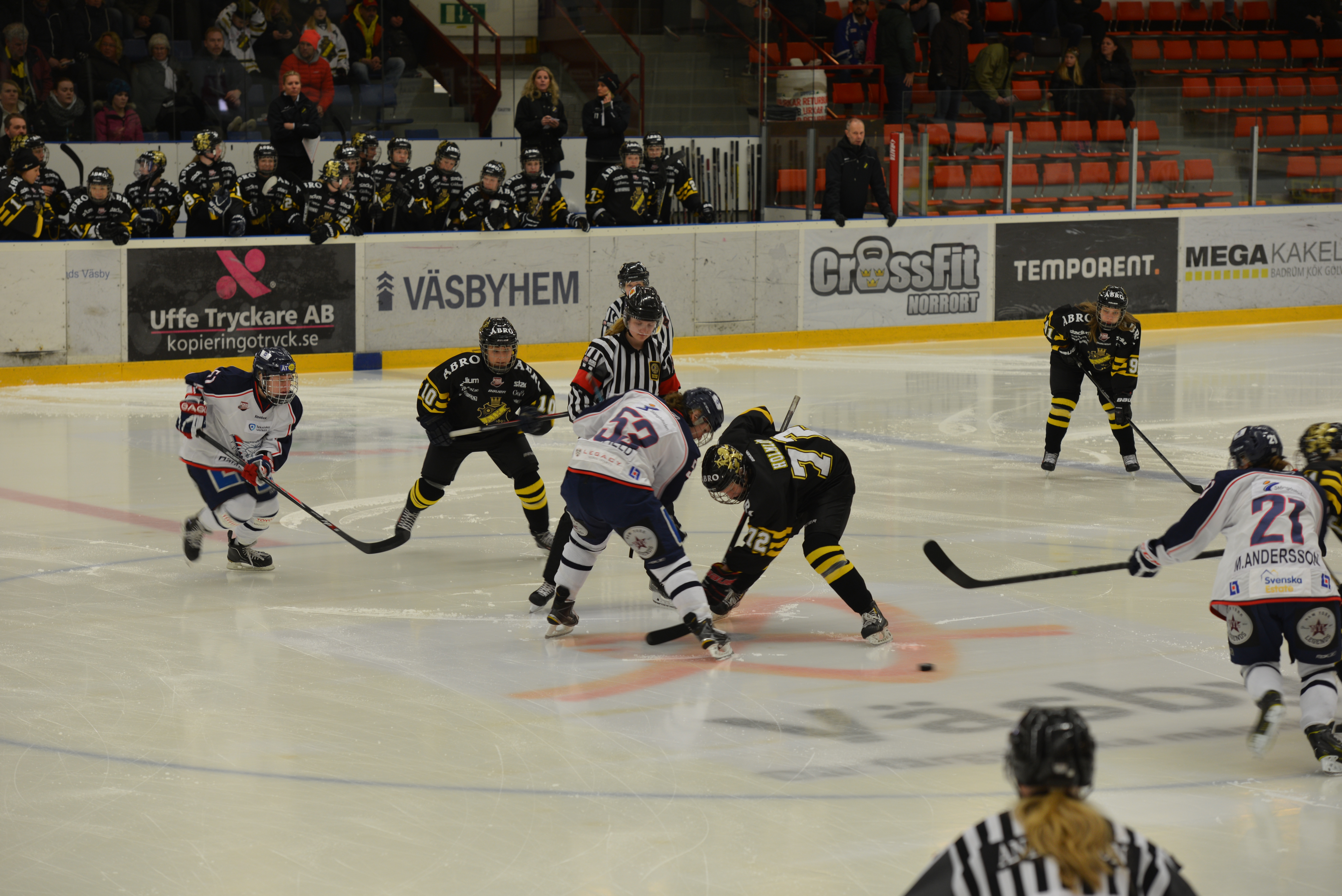
SM-final 1 i slutspelet i ishockey för damer säsongen 2014/2015 mellan AIK Ishockey Damer och Linköpings HC Dam. Matchen spelades i Vilundaparkens Ishall i Upplands Väsby och slutade 0-2.

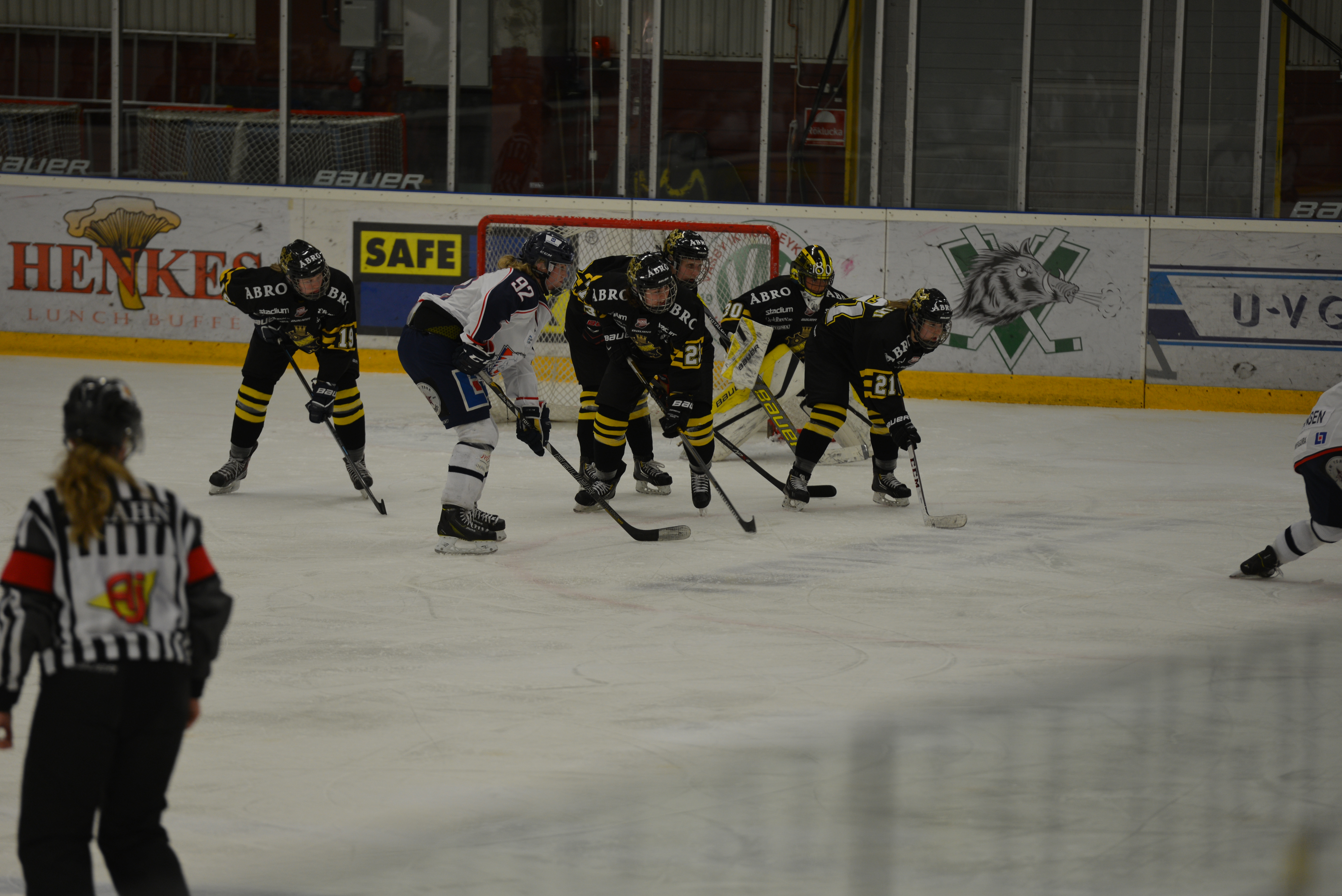
AIK i försvarszon

Matcherna i Dam-SM spelades i bäst av tre matcher. Samtliga deltagande lag rangordnades innan
Dam-SM slutspelet började. Rangordningen av lagen skedde utifrån placeringar av Riksserien.
Högsta rangordnade lagen började med bortamatch och avslutade med hemmamatch/er (b-h-h).

### Kvartsfinaler
I kvartsfinalspelet valde lag 3-4 från Riksserien, något av lagen 5-6.
| Match                                  | Resultat |
| -------------------------------------- | -------- |
| Leksand – Brynäs 2–1 i matcher         |          |
| Brynäs – Leksand                       | 1 - 0    |
| Leksand – Brynäs                       | 3 - 2    |
| Leksand – Brynäs                       | 4 - 1    |
| Modo – Munksund-Skuthamn 2–0 i matcher |          |
| Munksund-Skuthamn – Modo               | 3 - 6    |
| Modo – Munksund-Skuthamn               | 5 - 0    |

### Semifinaler
I semifinalspelet valde lag 1 och 2 från Riksserien någon av segrarna från kvartsfinalspelet. 
| Match                             | Resultat |
| --------------------------------- | -------- |
| Linköping - Leksand 2–1 i matcher |          |
| Leksand - Linköping               | 5 - 4    |
| Linköping - Leksand               | 3 - 1    |
| Linköping - Leksand               | 5 - 1    |
| AIK - Modo 2–1 i matcher          |          |
| Modo - AIK                        | 2 - 1    |
| AIK - Modo                        | 2 - 0    |
| AIK - Modo                        | 3 - 0    |

### Final
| Match                             | Resultat |
| --------------------------------- | -------- |
| Linköpings HC – AIK 2–0 i matcher |          |
| AIK – Linköpings HC               | 0 - 2    |
| Linköpings HC – AIK               | 5 - 0    |